# Institut supérieur de l’électronique et du numérique
Das Institut supérieur de l’électronique et du numérique (ISEN) ist eine französische Hochschule für Ingenieure, die 1956 von dem Physiker Norbert Ségard gegründet wurde. Sie befindet sich in Lille, Toulon, Brest, Nantes, Caen, Rennes und Fès und ist auf den Bereich Elektronik spezialisiert. Die Hochschule ist Mitglied der Conférence des grandes écoles.